# Idea Vilariño
Ideia Vilariño (Montevidéu, 18 de agosto de 1920 - 28 de abril de 2009) foi uma poeta, ensaista e crítica literária uruguaia pertencente ao grupo de escritores denominado Geração do 45. Dentro de suas facetas menos conhecidas encontram-se a de tradutora, compositora e docente.

## Biografia
Nasceu numa família de classe média e culta, na que estavam presentes a música e a literatura. Seu pai, Leandro Vilariño (1892-1944) foi um poeta cujas obras não foram editadas em vida. Assim como seus irmãos Numen, Poema, Azul e Alma, estudou música. Sua mãe conhecia muito bem a literatura europeia, e seu pai era um conhecido anarquista.
Como educadora em exercício, foi professora de Literatura do Ensino Médio desde 1952 até o Golpe de Estado em 1973. Depois de restaurado o sistema democrático, desde 1985 foi docente de Literatura uruguaia no Departamento de Literaturas Uruguaia e Latinoamericana na Faculdade de Humanidades e Ciências da Universidade da República.
Escreveu desde muito jovem; e seus primeiros poemas já maduros foram concebidos entre os 17 e os 21 anos. Sua primeira obra poética, A suplicante, foi editada em 1945 só com seu nome. Em anos seguintes seria reconhecida internacionalmente e premiada com diferentes galardões. Seus poemas estão marcados por uma experiência íntima, intensa e angustiosa, muito coerente sempre. Um estilo particular que os críticos atribuem aos contínuos problemas de saúde que a afligiram na infância.
Desde muito jovem Idea padeceu de problemas de asma e um eczema que a obrigaram a abandonar o núcleo familiar aos 16 anos. Uma fragilidade física que se estendeu ao emocional e que a dotou de uma sensibilidade especial. O precoce falecimento de seus pais e de seu irmão maior também contribuiu para que ela vivesse um constante duelo em sua vida.

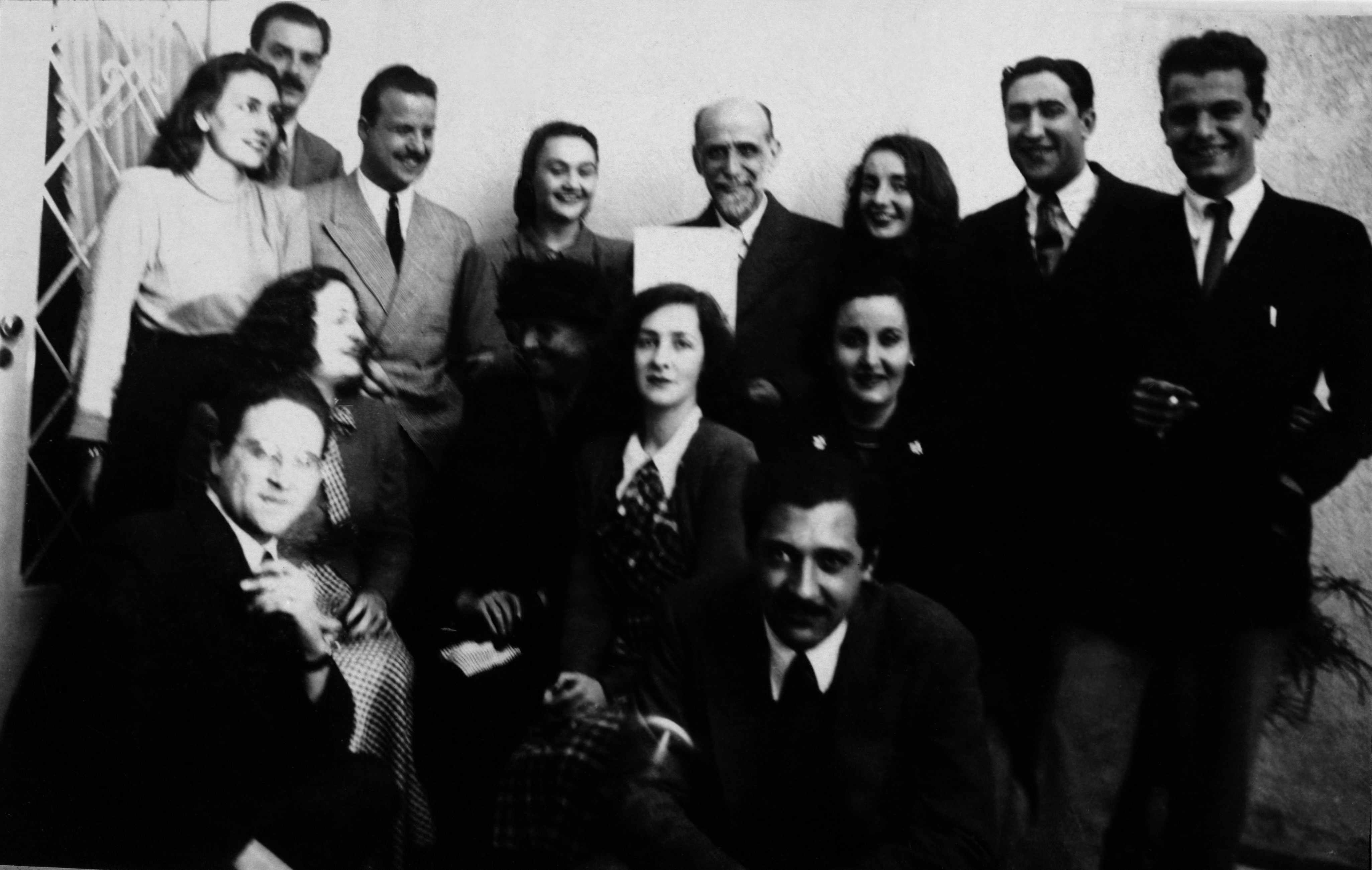
A Geração do 45 em ocasião da visita de Juan Ramón Jiménez. De esquerda para a direita, em pé: María Zulema Silva Vila, Manuel Arturo Claps, Carlos Maggi, María Inés Silva Vila, Juan Ramón Jiménez, Ideia Vilariño, Emir Rodríguez Monegal, Ángel Ramo. Sentados: José Pedro Díaz, Amanda Berenguer, Zenobia Camprubí, Ida Vitale, Elda Lago, Manuel Flores Mora.

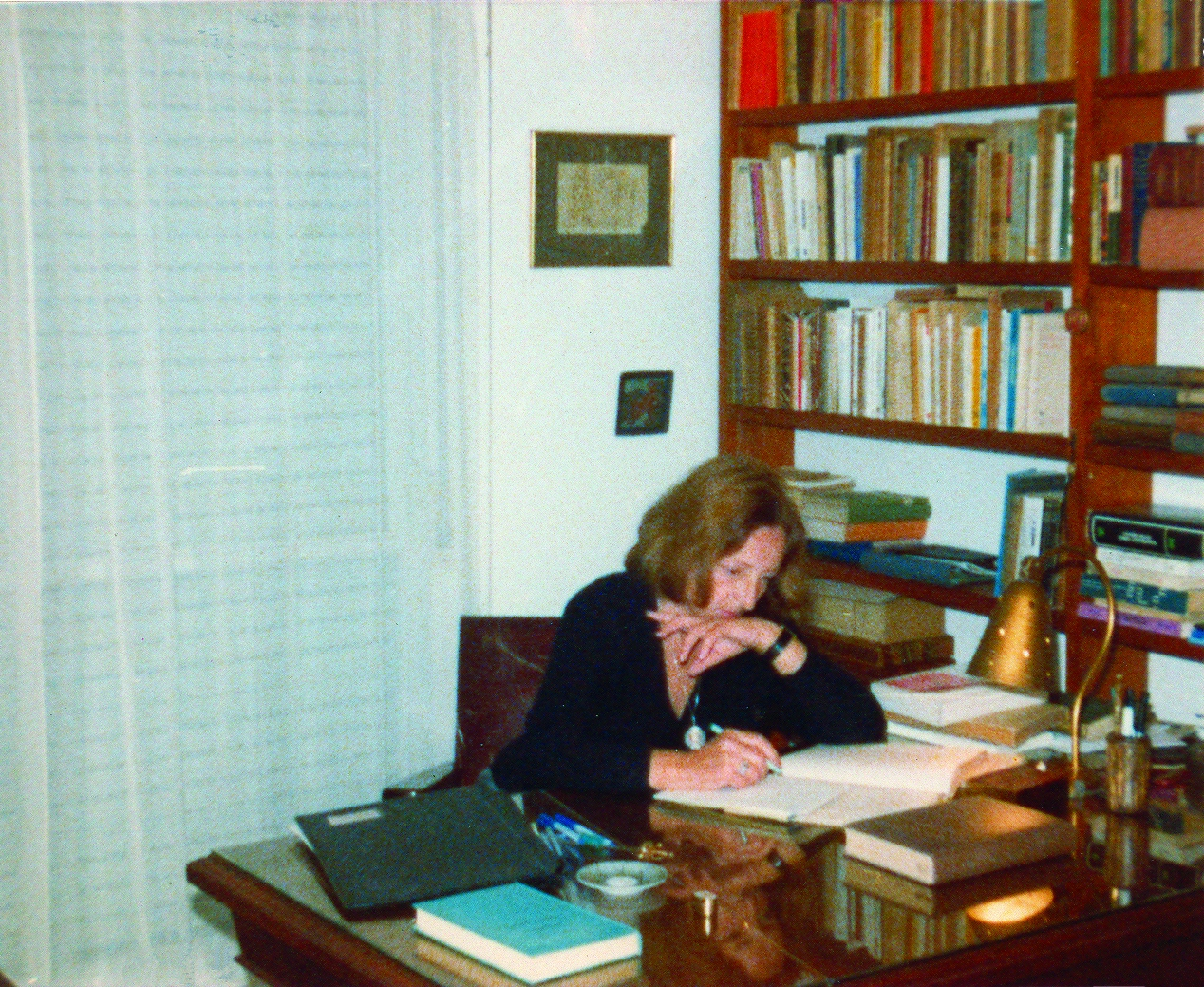
Ideia Vilariño em seu escritório em 1983.

Integrou a geração de escritores de diversos estilos que surgiram artisticamente desde 1945 a 1950, chamados de Geração do 45. Nela também estavam Juan Carlos Onetti, Mario Benedetti, Sarandy Cabrera, Carlos Martínez Moreno, Ángel Ramo, Carlos Real de Azúa, Carlos Maggi, Alfredo Gravina, Mario Arregui, Amanda Berenguer, Humberto Megget, Emir Rodríguez Monegal, Gladys Castelvecchi e José Pedro Díaz, entre outros.
Participou de numerosos empreendimentos literários. Esteve concretamente entre os fundadores da revista Clinamen, e Número, de importância entre 1945-1955 (pelo que conheceu a Juan Ramón Jiménez); e encontrou-se entre os colaboradores de outras publicações como Marcha, A Opinião, Brecha, Asir, e Texto crítico.
Suas traduções também têm sido objeto de reconhecimento, chegando algumas delas (como as que realizou de obras de Shakespeare) a ser representadas em teatros de Montevidéu.
Em 1997 foi entrevistada por Rosario Peyrou e Pablo Rocca, de ali surgiu o documentário Ideia, com direção de Mario Jacob, lançado em maio de 1998.
Sua obra tem sido traduzida em vários idiomas, como o italiano, alemão e português.
Como compositora, se podem mencionar quatro canções emblemáticas pertencentes à música popular uruguaia: A uma pomba (musicalizada por Daniel Viglietti), A canção e o poema (musicalizada por Alfredo Zitarrosa), Os orientais e Já me vou pa' a guerrilha (musicalizadas pelos Olimareños).
Em 2004 recebeu o Prêmio Konex Mercosul às Letras, outorgado pela Fundação Konex de Argentina, como a mais influente escritora da região.
Faleceu em Montevidéu a 28 de abril de 2009 aos 88 anos, ao não superar a cirurgia à que foi sujeita devido uma oclusão intestinal e arterial.
Na atualidade, os originais de sua obra acham-se dispersos; os cadernos em que copiou seus poemas durante mais de sete décadas foram vendidos ao arquivo da Universidade de Princeton, o que contrariou sua expressa vontade.

## Obra

### Poesia
- A suplicante (1945).
- Céu Céu (1947).
- Paraíso perdido (Número. 1949).
- Por ar sujo (Número. 1950).
- Nocturnos (1955).
- Poemas de amor (1957).
- Pobre Mundo (1966).
- Poesia (1970).
- Não (1980).
- Canções (1993).
- Poesia 1945 - 1990 (1994).
- Poesia completa (Montevideo. Cal e Canto. 2000).

### Ensaios
- Grupos simétricos na poesia de Antonio Machado (1951).
- A rima em Herrera e Reissig (1955).
- Grupos simétricos em poesia (1958).
- As letras de tango (1965).
- O tango cantado (1981).

### Traduções
- Raymond Queneau: O rapto de Ícaro, Buenos Aires, Losada, 1973[7]
- Jacques C. Alexis: Romancero das estrelas, Montevideo, Arca, 1973[7]
- William Shakespeare: Hamlet, príncipe de Dinamarca, Montevideo, Edições da Banda Oriental, 1974.[8]
- Andrew Cecil Bradley: Macbeth, a atmosfera, as bruxas, Montevideo, Editorial Técnica, 1976.[8]
- William Shakespeare: Macbeth, Montevideo, Editorial Técnica, 1977.[8]
- Guillermo Enrique Hudson: A terra purpúrea, Caracas, Biblioteca Ayacucho, 1980 (traduzida junto com Jaime Rest).[9]
- Guillermo Enrique Hudson: Lá longe e faz tempo, Caracas, Biblioteca Ayacucho, 1980 (traduzida junto com Jaime Rest).
- Christine Laurent: Transatlântico (Adaptação de André Tachiné e Philippe Arnaud. Tradução do francês de Ideia Vilariño). Montevideo, Trilce, 1996.[8]

## Ideia Vilariño e Juan Carlos Onetti
Muitas das obras de Ideia Vilariño refletem a tormentosa relação de amor que manteve com o também literato Juan Carlos Onetti. Atualmente não é difícil rastrear múltiplos depoimentos de testemunhas e amigos, entrevistas e correspondência que restituem os fragmentos de uma história cheia de paixão. A paixão de Vilariño coincidem com a timidez de Onetti e seu nervosismo. Duas personalidades ferozes e fortes que se sentiram atraídas. A mesma Ideia refere-se ao instante em que ele a seduziu: “estava a me seduzir a fundo com o melhor de si mesmo e tanto que eu fiquei convencida de que aquilo era a sétima maravilha. Essa mesma noite apaixonei-me dele. Apaixonei-me, apaixonei-me, apaixonei-me.”
A obra Poemas de Amor do poeta uruguaio também incorpora perfeitamente a indecisão de Onetti. Um dos mais representativos é o intitulado Não mais. E no meio do relacionamento, ele a deixou para se casar com outra mulher: Dorothea Muhr, que o acompanhou até o fim de seus dias. No entanto, o vínculo não terminou o romance entre os dois, mas resultou em receios, ciúmes e medo. Uma situação que paradoxalmente conhecia a própria Dorothea. A última vez que se viram foi em 1974 no hospital. Quando Idea entrou na sala, sua esposa os deixou sozinhos e Idea relembra esse encontro: “Levantei-me e queria tocá-lo, tocar sua bochecha na minha. Eu mal o alcancei quando ele me agarrou com um vigor desesperado e me beijou com o maior e mais tremendo beijo que ele já me dera, que nunca me dariam, e assim que ele começou seu beijo, ele soluçou, começou a soluçar por trás daquele beijo, depois do qual eu deveria ter morrido. "